# Agelanthus scassellatii
Agelanthus scassellatii là một loài thực vật có hoa trong họ Loranthaceae. Loài này được (Chiov.) Polhill & Wiens mô tả khoa học đầu tiên năm 1992.